# Ken Weatherwax
Kenneth Patrick Weatherwax (* 29. September 1955 in Los Angeles, Kalifornien; † 7. Dezember 2014 in West Hills, Los Angeles, Kalifornien) war ein US-amerikanischer Kinderdarsteller. Bekannt wurde er vor allem durch seine Rolle als Pugsley Addams in der zwei Staffeln umfassenden Fernsehserie The Addams Family.

## Leben
Weatherwax war der Sohn von Margaret Marie Louise Keeler und William McAllister Weatherwax. Seine Familie hatte Bezug zur Unterhaltungsbranche. Seine Tante war die Schauspielerin und Tänzerin Ruby Keeler, sein älterer Halbbruder Joey D. Vieira spielte unter dem Namen Donald Keeler in der Serie Lassie. Auch seine Onkel Frank Weatherwax und Rudd Weatherwax waren als Tiertrainer bekannt und arbeiteten mit dem ersten Hund, der Lassie verkörperte.
Bereits im Alter von sechs oder sieben Jahren trat Weatherwax in einem Werbespot für Zahnpasta der Marke Gleen auf. Kurz darauf wurde er für die Rolle des Pugsley Addams in der Fernsehserie The Addams Family besetzt, die von 1964 bis 1966 ausgestrahlt wurde und in der er in 64 Folgen zu sehen war. Nach dem Ende der Serie hatte Weatherwax Schwierigkeiten, weitere Rollen zu finden, da er stark mit der Figur des Pugsley identifiziert wurde und kehrte in die Schule zurück, die er mehrfach wechselte und vorzeitig verließ.
Mit 17 Jahren trat Weatherwax in die United States Army ein. 1977 kehrte er für den Fernsehfilm Halloween with the New Addams Family noch einmal in seine Rolle zurück – in den Filmen der 1990er-Jahre wurde die Rolle von Jimmy Workman gespielt. Später arbeitete Weatherwax hinter den Kulissen als Kamerabühnenmann und Kulissenbauer in Hollywood, so im Jahr 1992 für Fatale Begierde, und nahm gelegentlich an Fanveranstaltungen teil, oft an der Seite von Lisa Loring. Im deutschen Sprachraum wurde er unter anderem von Edeltraut Elsner, Dirk Meyer und Stefan Sczodrok synchronisiert.
Er war vom 7. April 1977, bis zu seinem Tod, mit Ania Pieroni liiert und lebte eine Zeit lang in Toluca Lake. Weatherwax starb im Alter von 59 Jahren an einem Herzinfarkt in seinem Haus im Box Canyon in West Hills. 2017 wurde er umgebettet und auf dem Valhalla Memorial Park Cemetery in North Hollywood beigesetzt.

## Filmografie (Auswahl)
- 1964: Wagon Train (Fernsehserie)
- 1964–1966: The Addams Family (Fernsehserie)
- 1977: Halloween with the New Addams Family (Fernsehfilm)